# Scheer
Scheer – miasto w Niemczech, w kraju związkowym Badenia-Wirtembergia, w rejencji Tybinga, w regionie Bodensee-Oberschwaben, w powiecie Sigmaringen, wchodzi w skład związku gmin Mengen. Leży nad Dunajem, ok. 7 km na wschód od Sigmaringen, przy drodze krajowej B32.